# الغذاء المعدل وراثيا في الاتحاد الأوروبي

شعار الهيئة الأوروبية لسلامة الأغذية

ينظم الاتحاد الأوروبي استخدام التقنيات الحيوية والهندسة الوراثية فيما يتعلق بالغذاء بدرجات متفاوتة.

## لمحة تاريخية
كانت اللوائح الأوروبية حتى تسعينيات القرن العشرين أقل صرامة مما كانت عليه في الولايات المتحدة الأمريكية إلى أن حدثت نقطة تحول جوهرية حين صدرت الولايات المتحدة الأمريكية إلى الاتحاد الأوروبي أول محصول من نبات فول الصويا المعدل وراثيا في عام 1996. شكّل فول الصويا المعدل وراثيًا حوالي 2٪ من إجمالي محصول فول الصويا في ذلك الوقت، وطالب كل من منظمة التجارة الأوروبية وتجار تجزئة المواد الغذائية الأوروبيون الفصل بينهما. اشترطت المفوضية الأوروبية في البداية بيع محاصيل فول الصويا المعدلة وراثيا كمنتجات مصنعة وليس كبذور، ثم تراجعت في وقت لاحق. أثار ذلك مخاوف الولايات المتحدة الأمريكية، على الرغم من عدول المفوضية الأوروبية عن ذلك الشرط في النهاية، من أن أوروبا ستصبح قريبًا بيئة تنظيمية أكثر صرامة.
حث الاتحاد الأوروبي إدارة الرئيس الأمريكي بيل كلينتون على مواءمة المعايير الأمريكية مع تلك التشريعات الخاصة بالاتحاد الأوروبي لضمان سوق أوروبية مفتوحة. وفي عام 1998 وافق الاتحاد الأوروبي على السماح باستخدام بذور الذرة المعدلة وراثيا المعروفة باسم مون 810 للزراعة التجارية في أوروبا، وهي سلالة معدلة وراثيا من نبات الذرة تقاوم ثقابة الذرة الأوروبية. أصدر الاتحاد الأوروبي بعد ذلك بوقت قصير قراراً بوقف الموافقات الجديدة على إدخال الكائنات المعدلة وراثياً إلى حين صدور قوانين تنظيمية جديدة في عام 2003. ولقد زودت هذه القوانين الجديدة الاتحاد الأوروبي بأكثر لوائح الكائنات المعدلة وراثيًا صرامة في العالم.

## التنظيم
أنشئت الهيئة الأوروبية لسلامة الأغذية في عام 2002، وكان هدفها الأساسي هو منع أزمات الغذاء في أوروبا في المستقبل. تعتبر جميع الكائنات المعدلة وراثيًا جنبًا إلى جنب مع الأغذية المشععة أنواعاً جديدة من الأغذية وتخضع لتقييم الهيئة الأوروبية لسلامة الأغذية تقييماً غذائياً شامل قائم على العلوم لكل حالة على حدة. وتنقسم معايير الموافقة على ترخيص ادخال الأغذية الجديدة إلى أربع فئات رئيسية، وهي: الأمان، وحرية الاختيار، ووضع العلامات، وإمكانية التتبع.
كما تقدم الهيئة الأوروبية للرقابة المالية تقاريرها إلى المفوضية الأوروبية، والتي تقوم بعد ذلك بصياغة اقتراح لمنح التفويض أو رفضه، ثم يُقدم هذا الاقتراح إلى قسم الأغذية والأعلاف المعدلة وراثيًا التابع للجنة الدائمة المعنية بالسلسلة الغذائية وصحة الحيوان، وفي حالة الموافقة عليه، تقوم المفوضية الأوروبية باعتماده أو تمريره إلى مجلس وزراء الزراعة حيث يكون أمام المجلس ثلاثة أشهر للتصويت علي الإقتراح للحصول على تأييد أو رفض أغلبية أعضاء المجلس، وإذا لم تتخذ الأغلبية قرارا بشأن الاقتراح، يمرر الاقتراح مرة أخرى إلى المفوضية الأوروبية، والتي ستتبنى الاقتراح بعد ذلك. ولكن حتى بعد حصول الكائن المعدل جينيا على الترخيص يظل بإمكان للدول الأعضاء في الاتحاد الأوروبي حظر الأصناف الفردية بموجب شرط وقائي إذا كانت هناك أسباب مبررة كأن يكون الصنف قد يسبب أضرارًا محتملة للإنسان أو البيئة، وينبغي على الدولة العضو في هذه الحالة تقديم أدلة كافية على هذه الأسباب. وتكون المفوضية ملزمة بالتحقيق في هذه الأسباب وإلغاء التسجيلات الأصلية أو مطالبة الدولة بسحب التقييد المؤقت. تتطلب قوانين الاتحاد الأوروبي أيضًا أن تضع الدول الأعضاء لوائح للتعايش، والتي تشمل في كثير من الحالات المسافات الدنيا بين حقول المحاصيل المعدلة وراثيًا والمحاصيل غير المعدلة وراثيًا. ويوضح الجدول التالي المسافات الدنيا المقننة بين حقول الذرة المعدلة وراثيًا وحقول الذرة غير المعدلة وراثيًا في أكبر ستة بلدان في مجال التقنيات الحيوية في أوروبا:
| الدولة   | المسافات الدنيا بين حقول الذرة المعدل وراثيًا وحقول الذرة غير المعدل وراثيًا                            |
| -------- | --- |
| فرنسا    | 50 مترًا                                                                                               |
| بريطانيا | 110 مترًا للذرة المحببة و80 مترًا للذرة العلفية                                                         |
| هولندا   | 25 مترًا بشكل عام، وتصل في حالة حقول الذرة العضوية والتي لا تحتوي على مكونات معدلة وراثيا إلى 250 مترًا |
| السويد   | 15-50 مترًا                                                                                            |
| فنلندا   | البيانات غير متوفرة                                                                                   |
| ألمانيا  | 150 مترًا وتصل إلى 300 في حالة الحقول العضوية                                                          |

تمنع متطلبات الحد الأدنى للمسافة المزارع الصغيرة من زراعة المحاصيل المعدلة وراثيًا.
خلصت منظمة التجارة العالمية في عام 2006 إلى أن وقف الاتحاد الأوروبي الاختياري للموافقة على إدخال الكائنات المعدلة وراثياً، والذي كان ساري المفعول بدءاً من عام 1999 وحتى عام 2004، قد انتهك قواعد التجارة الدولية. لم يؤثر الوقف الاختياري على المحاصيل التي تمت الموافقة عليها مسبقًا. كان المحصول الوحيد المسموح بزراعته قبل قرار الوقف هو الذرة المعدلة وراثيا المعروفة باسم مون 810، والتي طورتها شركة مونسانتو الأمريكية. وكانت ثاني المحاصيل التي حصلت على الموافقة بالزراعة في الاتحاد الأوروبي في عام 2010، وهي الموافقة باستخدام محصول بطاطس أمفلورا للتطبيقات الصناعية والتي نمت في ألمانيا والسويد وجمهورية التشيك في ذلك العام.
انتقدت وتيرة الهيئة الأوروبية لسلامة الغذاء البطيئة في الموافقة على الكائنات المعدلة وراثيا باعتباره أمر يهدد سلامة الأغذية الأوروبية، على الرغم من أنه اعتبارًا من عام 2012 أجاز الاتحاد الأوروبي استخدام 48 كائنًا معدلاً وراثيًا كان معظمها مخصصًا للاستخدام في علف الحيوانات (إذ بلغت واردات الاتحاد الأوروبي حوالي 30 مليون طن سنويًا من المحاصيل المعدلة وراثيًا المخصصة للاستهلاك الحيواني) أو الأغذية أو المضافات الغذائية. كان 26 نوعاً من بين هذه الكائنات عبارة عن محاصيل ذرة معدلة وراثيا. كما وافق الاتحاد الأوروبي في يوليو 2012 على إجراء تجربة إيرلندية لزراعة البطاطس المقاومة للآفة التي تسببت في المجاعة الأيرلندية الكبرى.
طبقت العديد من الدول الأعضاء في الاتحاد الأوروبي شروط الحماية المذكورة في ظروف مختلفة، وفي أبريل 2011 كان هناك 22 حظرًا نشطًا في ست دول أعضاء في الاتحاد الأوروبي، وهي النمسا، وفرنسا، وألمانيا، ولوكسمبورغ، واليونان، والمجر. اعتبرت العديد من قرارات الحظر هذه عند مراجعتها لا تستند إلى أدلة علمية.
- أعلنت الحكومة المجرية في يناير 2005 فرض حظر على استيراد وزراعة بذور الذرة المعدلة وراثيًا، والتي وافق عليها الاتحاد الأوروبي لاحقًا.
- استخدمت الحكومة الفرنسية في فبراير 2008 بند الحماية لحظر زراعة الذرة المعدلة وراثيًا المعروفة باسم مون 810 بعد أن أفاد السناتور جان فرانسوا لو جراند الذي ترأس لجنة شكلتها الحكومة الفرنسية لتقييم التقنيات الحيوية إن هناك شكوك جدية حول سلامة المنتج على الرغم من إعلان كل من محكمة العدل الأوروبية ومجلس الدولة الفرنسي في عام 2011 أن قرار الحظر هذا يُعتبر غير قانوني.[25][26] أعادت وزارة المزارع الفرنسية الحظر في عام 2012، لكن الهيئة العامة للرقابة المالية رفضت ذلك.[27]
- أعلنت الوزيرة الفيدرالية الألمانية إلس أيجنر في عام 2009 وقفًا فوريًا لزراعة وتسويق الذرة المعدلة وراثيًا المعروفة باسم مون 810 بموجب بند الحماية.[28]
- فرضت بلغاريا في مارس 2010 حظراً كاملاً على زراعة المحاصيل المعدلة وراثياً سواء للأغراض تجارية أو للتجارب.[29] كانت حكومة رئيس الوزراء البلغاري بويكو بوريسوف قد فرضت في البداية تعليقًا لمدة خمس سنوات، لكنها مددت قرار الحظر هذا في وقت لاحق ليتحول إلى حظر دائم بعد احتجاجات عامة واسعة النطاق ضد إدخال المحاصيل المعدلة وراثيًا إلى البلاد.
- فرضت الحكومة البولندية في يناير 2013 حظرًا على الذرة المعدلة وراثيًا المعروفة باسم مون 810، والتي أنتجتها شركة مونسانتو، وأطلقت حملة اتصال مع المزارعين معلنة أنهم سيراقبون الآن مزارع محاصيل الذرة المعدلة وراثيًا بصرامة. وتُعد بولندا هي العضو الثامن في الاتحاد الأوروبي الذي يحظر إنتاج الكائنات المعدلة وراثيًا على الرغم من موافقة هيئة سلامة الأغذية الأوروبية عليها. لا تعارض أوروبا رسميًا استخدام المحاصيل المعدلة وراثيًا عندما يتعلق الأمر بالبحوث المختبرية، وهم يعملون على تنظيم هذا المجال.[30]

أصدرت هيئة سلامة الأغذية الأوروبية، وهي الهيئة المعنية بالكائنات المعدلة وراثيًا، في عام 2012 رأيًا علميًا يتناول تقييم سلامة النباتات التي طُوّرت من خلال التقنيات الحيوية والهندسة والوراثية ردًا على طلب من المفوضية الأوروبية. كان هذا الرأي يتمثل في أنه في حين أن تكرار التغييرات غير المقصودة قد يختلف بين تقنيات التربية ولا يمكن التنبؤ بحدوثها ويحتاج إلى تقييم لكل حالة على حدة، يمكن أن ترتبط المخاطر المماثلة بالنباتات الموروثة بطريقة تقليدية، بينما يمكن أن تكون المخاطر الجديدة المرتبطة بالنباتات داخل الجينات والمعدلة وراثيا. وبعبارة أخرى يجب اعتبار المناهج الجينية التي تدخل جينات كائن من نفس النوع متشابهة في مخاطر مناهج التربية التقليدية بينما يمكن أن تأتي النباتات المعدلة وراثيًا بمخاطر جديدة.
رأى فريق من الخبراء أنشأه مجلس أبحاث التقنيات الحيوية والعلوم البيولوجية بالمملكة المتحدةف ي عام 2014 أن النظام التنظيمي المستند إلى خصائص محصول جديد، أيا كانت طريقة إنتاجه، فإن من شأنه أن يوفر تنظيمًا أكثر فعالية وقوة من عمليات الاتحاد الأوروبي الحالية، والتي تأخذ في الاعتبار أنواع المحاصيل الجديدة بشكل مختلف اعتمادًا على الطريقة المستخدمة لإنتاجها. وذكر الخبراء إن الأشكال الجديدة من تحرير الجينوم تسمح باستهداف مواقع محددة وإجراء تغييرات دقيقة في الحمض النووي للمحاصيل، وفي المستقبل سيصبح من الصعب إن لم يكن من المستحيل تحديد الطريقة التي استخدمت لإنتاج محصول جديد سواء كانت التربية التقليدية، أو الهندسة الوراثية. واقترحوا استبدال النظام التنظيمي الحالي في الاتحاد الأوروبي بنظام أكثر منطقية مثل ذلك المستخدم في حالة الأدوية الجديدة.
اختارت كل من ألمانيا وبولندا وفرنسا واسكتلندا والعديد من الدول الأخرى الأضعاء في الاتحاد الأوروبي في عام 2015 عدم زراعة المحاصيل المعدلة وراثيًا في أراضيها. كما أشار استطلاع مجلة يوروباروميتر إلى أن مستوى القلق بشأن الأغذية المعدلة وراثيًا في أوروبا قد انخفض بشكل كبير من 69٪ في عام 2010 إلى 27٪ في عام 2019.

### وضع العلامات على الملصقات وتتبع المنتجات
تتضمن اللوائح المتعلقة باستيراد وبيع الكائنات المعدلة وراثيًا للاستهلاك البشري والحيواني المزروعة خارج الاتحاد الأوروبي توفير حرية الاختيار للمزارعين والمستهلكين. يجب وضع بطاقة على جميع الأطعمة (بما في ذلك الأطعمة المصنعة) أو الأعلاف التي تحتوي على أكثر من 0.9٪ من الكائنات المعدلة وراثيًا المعتمدة. وصلت الكائنات المعدلة وراثيًا التي لم توافق عليها المفوضية الأوروبية إلى الاتحاد الأوروبي في واقعتين مختلفتين، وأجبرت على العودة إلى موانيها الأصلية. كانت الواقعة الأول في عام 2006 عندما وصلت إلى مدينة روتردام الهولندية شحنة أرز من أمريكا تحتوي على سلالة تجريبية من الكائنات المعدلة وراثيًا تُعرف باسم أرز إل إل 601 (LLRice601)، وهو غير مخصص للتسويق. وكانت الواقعة الثانية في عام 2009 عندما عُثر على كميات ضئيلة من الذرة المعدلة وراثيًا المعتمدة في الولايات المتحدة الأمريكية في شحنة دقيق فول الصويا غير المعدلة وراثيًا.
أثار التعايش بين المحاصيل المعدلة وراثيًا وغير المعدلة وراثيًا قلقًا كبيرًا في العديد من البلدان الأوروبية، مما جعل قانون الاتحاد الأوروبي يتطلب أيضًا أن تكون جميع الأغذية المعدلة وراثيًا قابلة لتتبع أصولها، وأن يتم تصنيف جميع الأطعمة التي تحتوي على محتوى معدل وراثيًا بنسبة تزيد عن 0.9٪، نظرًا لارتفاع الطلب من المستهلكين الأوروبيين على حرية الاختيار بين الأطعمة المعدلة وراثيًا وغير المعدلة وراثيًا. تتطلب لوائح الاتحاد الأوروبي تدابيرًا لتجنب خلط الأطعمة والأعلاف المنتجة من المحاصيل المعدلة وراثيًا والمحاصيل التقليدية أو العضوية، والتي يمكن القيام بها من خلال تحديد مسافات العزل أو استراتيجيات الاحتواء الحيوي. تتطلب الدول الأوروبية على عكس الولايات المتحدة الأمريكية وضع ملصقات على الأغذية المعدلة وراثيًا. وتبحث برامج البحث الأوروبية، مثل برنامج كو-إكسترا، وبرنامج ترانسكونتينر، وبرنامج سيغميا، في الأدوات والقواعد المناسبة لتتبع أصول المنتجات التي تحتوي على كائنات معدلة وراثيًا. ولقد قدمت منظمة التعاون والتنمية في الميدان الاقتصادي معرفًا فريدًا يتم إعطاؤه لأي كائن معدل وراثيًا عند الموافقة عليه، والذي يجب إعادة توجيهه في كل مرحلة من مراحل المعالجة. لا تُستخدم مثل هذه التدابير بشكل عام في أمريكا الشمالية لأنها مكلفة للغاية ولا تعترف الصناعة بأسباب تتعلق بالسلامة لاستخدامها. أصدرت المفوضية الأوروبية إرشادات للسماح بالتعايش بين المحاصيل المعدلة وراثيًا وغير المعدلة وراثيًا من خلال المناطق العازلة، والتي لا يتم زراعة أية محاصيل معدلة وراثيًا. يمكن للدول أن تنظم قواعد هذه المسافات العازلة بشكل فردي، والتي تتراوح ما بين 15 مترًا في السويد إلى 800 متر في لوكسمبورغ. كما يجب وضع بطاقة على جميع الأطعمة (بما في ذلك الأطعمة المصنعة) أو الأعلاف التي تحتوي على أكثر من 0.9٪ من الكائنات المعدلة وراثيًا المعتمدة.

### اللوائح
يعتبر الاتحاد الأوروبي وفقًا للوائح الاتحاد الأوروبي الكائنات المعدلة وراثيًا مجرد غذاء وعلف لجميع المقاصد والأغراض العملية، بخلاف تعريف الكائنات المعدلة وراثيًا التي تشمل الحيوانات.

### إجراءات منح التفويض
يستخدم الاتحاد الأوروبي المبدأ الوقائي، حيث يطالب بتفويض مسبق للتسويق لأي كائن معدّل وراثيًا قبل الموافقة على دخول السوق وكذلك مراقبة بيئية في مرحلة ما بعد السوق. وتقوم كل من هيئة سلامة الأغذية الأوروبية والدول الأعضاء في الاتحاد الأوروبي بإعداد تقييم للمخاطر. ويجب أن يوضح هذا التقييم أن الغذاء أو العلف آمن لصحة الإنسان والحيوان والبيئة في ظل ظروف الاستخدام المقصودة.
يتعامل الاتحاد الأوروبي منذ عام 2010 مع جميع المحاصيل المعدلة وراثيًا إلى جانب الأغذية المشععة باعتبارها غذاء جديد. ومن ثم فإنها تخضع لتقييم هيئة سلامة الأغذية الأوروبية الشامل للأغذية على أساس علمي لكل حالة على حدة. ثم تقدم هذه الوكالة تقاريرها إلى المفوضية الأوروبية، والتي تقوم بعد ذلك بصياغة مقترحات لمنح التفويض أو رفضه. كما يُقدم كل اقتراح إلى قسم الأغذية والأعلاف المعدلة وراثيًا التابع للجنة الدائمة المعنية بالسلسلة الغذائية وصحة الحيوان. وفي حالة الموافقة، فإما أن تعتمده المفوضية الأوروبية أو تمرره إلى مجلس وزراء الزراعة الأوروبيين، ويظل الاقتراح أمام المجلس لمدة ثلاثة أشهر للوصول إلى الأغلبية المؤيدة للاقتراح أو ضده. فإذا لم يحصل الاقتراح على رأي الأغلبية بشأنه، فإنه يُمرر مرة أخرى إلى المفوضية الأوروبية، والتي تتبنى الاقتراح بعد ذلك.
تستخدم الهيئة العامة للرقابة المالية البحث العلمي المستقل لتقديم المشورة للمفوضية الأوروبية حول كيفية تنظيم الأغذية المختلفة من أجل حماية المستهلكين والبيئة. ويشمل تقييم المخاطر الخاص بالهيئة بالنسبة للكائنات المعدلة وراثيًا التوصيف الجزيئي والسمية المحتملة والأثر البيئي المحتمل. ويجب إعادة تقييم كل كائن معدل وراثيًا كل 10 سنوات. كما يجب على المتقدمين الذين يرغبون في زراعة أو معالجة الكائنات المعدلة وراثيًا تقديم خطة مراقبة مفصلة لما بعد الإذن. ويضمن ذلك أن تعرف الهيئة العامة للرقابة المالية ما إذا كانت المخاطر على المستهلكين أو البيئة تزداد أم لا، وأنه يمكنهم بعد ذلك التصرف لتقليل المخاطر أو إلغاء ترخيص الكائنات المعدلة وراثيًا.
منحت المفوضية الأوروبية بدءًا من سبتمبر 2014 تراخيصًا لـ49 محصولًا معدلاً وراثيًا، كان من بينها ثمانية أنواع من محاصيل القطن المعدّل وراثيًا، و28 من محاصيل الذرة المعدلة وراثيًا، وثلاث بذور زيتية معدلة وراثيًا، وسبعة محاصيل فول صويا معدّل وراثيًا، ومحصول بنجر سكر معدّل وراثيًا، وكتلة حيوية بكتيرية معدلة وراثيًا، وكتلة حيوية خميرية معدلة وراثيًا.

## اعتماد المحاصيل المعدلة وراثيا

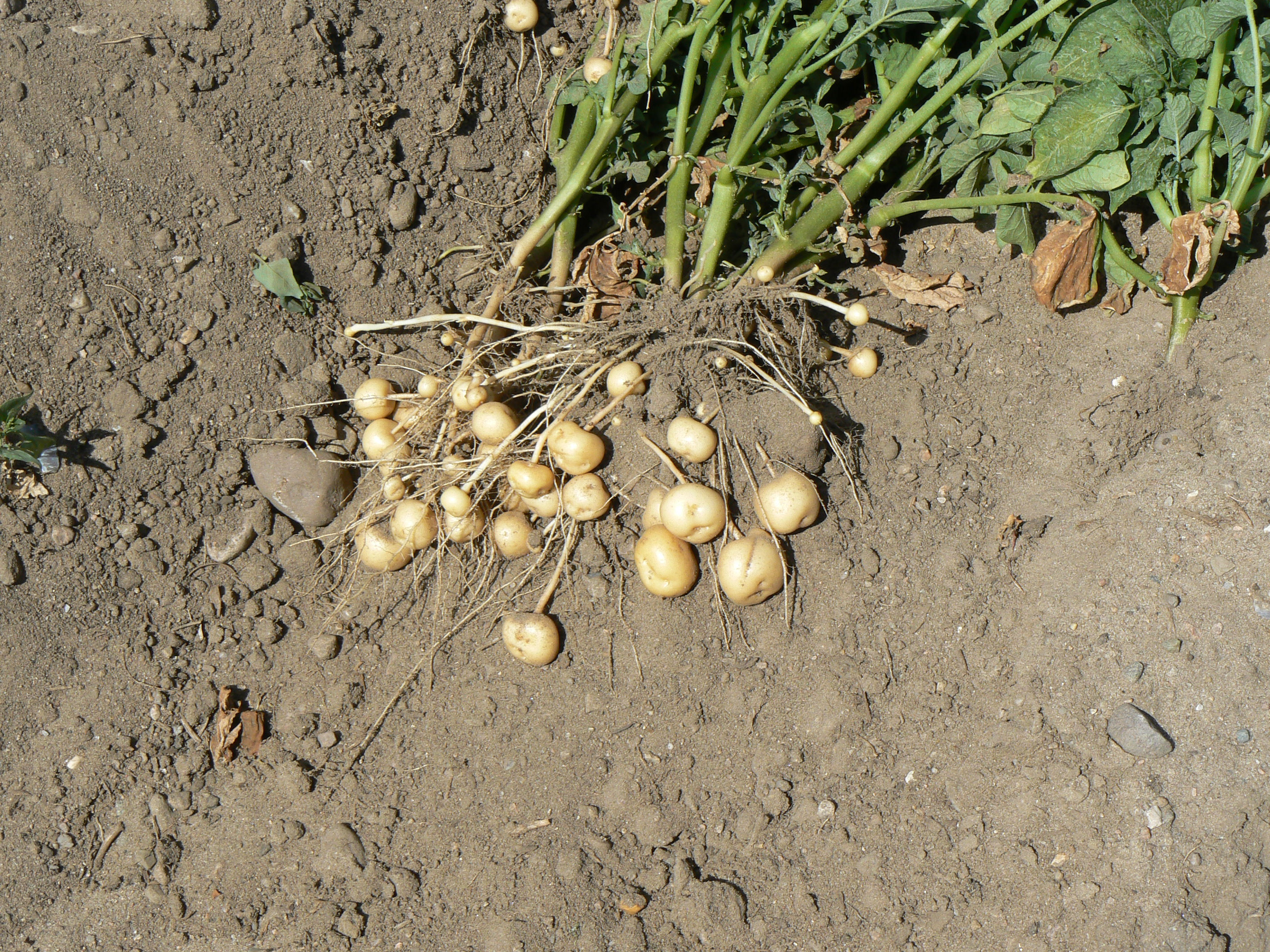
حقل لمحاصيل بطاطس أمفلورا المعدلة وراثيًا في قرية تسيبكوف بألمانيا